# R. V. Fauchar
R. V. Fauchar je pseudonym, který si vytvořili společně dva čeští spisovatelé – Rudolf Faukner a Čeněk Charous. Je složeninou z jejich příjmení. Pod tímto pseudonymem publikovali několik vědeckofantastických románů. Oba spisovatelé napsali rovněž mnoho děl samostatně.

## Díla vydaná pod tímto pseudonymem
Jedná se o jedny z prvních českých vědeckofantastických románů. Vyznačují se však přemírou do děje neústrojně zařazovaných technických detailů, nepravděpodobností zápletek, absencí psychologie hrdinů a vírou v komunistickou budoucnost lidstva.
- Himálajský tunel (1946), román o pokusu sovětského poručíka Bogutina provrtat skrz Himálaje tunel pro železniční trať, přičemž budovatelé musí bojovat s reakčními i fašistickými skupinami.
- Narovnaná zeměkoule (1946), román o snaze narovnat zemskou osu pomocí řízených atomových výbuchů, což by mělo způsobit na Zemi příznivější podnebí.
- Záhada roku 2345 (1946), nová verze Fauknerova románu Gill Fox o hledání geniálního zločince Gilla Foxe, posazený do severní Afriky budoucnosti.
- Kdo byl Sattrech? (1947), spíše detektivní román pojednávající o pašování plánů ruského vynálezu atomové bomby.
- Ural-uran 235 (1947), román o na Urale probíhajících výzkumech mírového využití atomové energie, která jsou narušována západními špiony.